# ياريد زيليكي
ياريد زيليكي (بالإنجليزية: Yared Zeleke)‏ هو مخرج أفلام إثيوبي.
حصل على ماجستير في كتابة السيناريو والإخراج من جامعة نيويورك. عُرض فيلمه الطويل الأول «لامب» في قسم جائزة نظرة ما خلال مهرجان كان السينمائي 2015.

## أعماله

### سيناريو، إخراج، تحرير، إنتاج
- 2009: الحديقة الهادئة (بالإنجليزية: The Quiet Garden)‏
- 2009: هووسورمينغ (بالإنجليزية: Housewarming)‏
- 2009: كامل (بالإنجليزية: Full)‏
- 2015: لامب (بالإنجليزية: Lamb)‏ (سيناريو وإخراج)

## روابط خارجية
- ياريد زيليكي على موقع IMDb (الإنجليزية)
- ياريد زيليكي على موقع قاعدة بيانات الأفلام العربية
- ياريد زيليكي على موقع ألو سيني (الفرنسية)
- ياريد زيليكي على موقع أول موفي (الإنجليزية)
- ياريد زيليكي على موقع قاعدة بيانات الفيلم (الإنجليزية)
- ياريد زيليكي على موقع كينوبويسك (الروسية)